# Egzoszkielet wspomagany

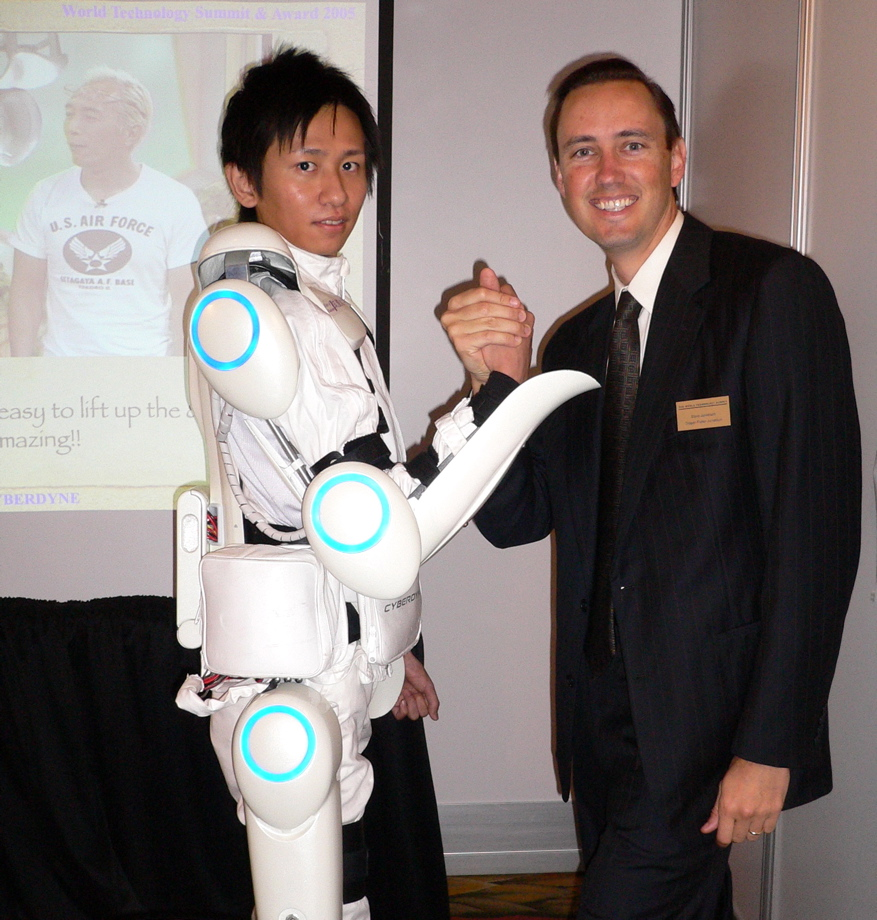
Osoba ubrana w prototyp egzoszkieletu HAL 5

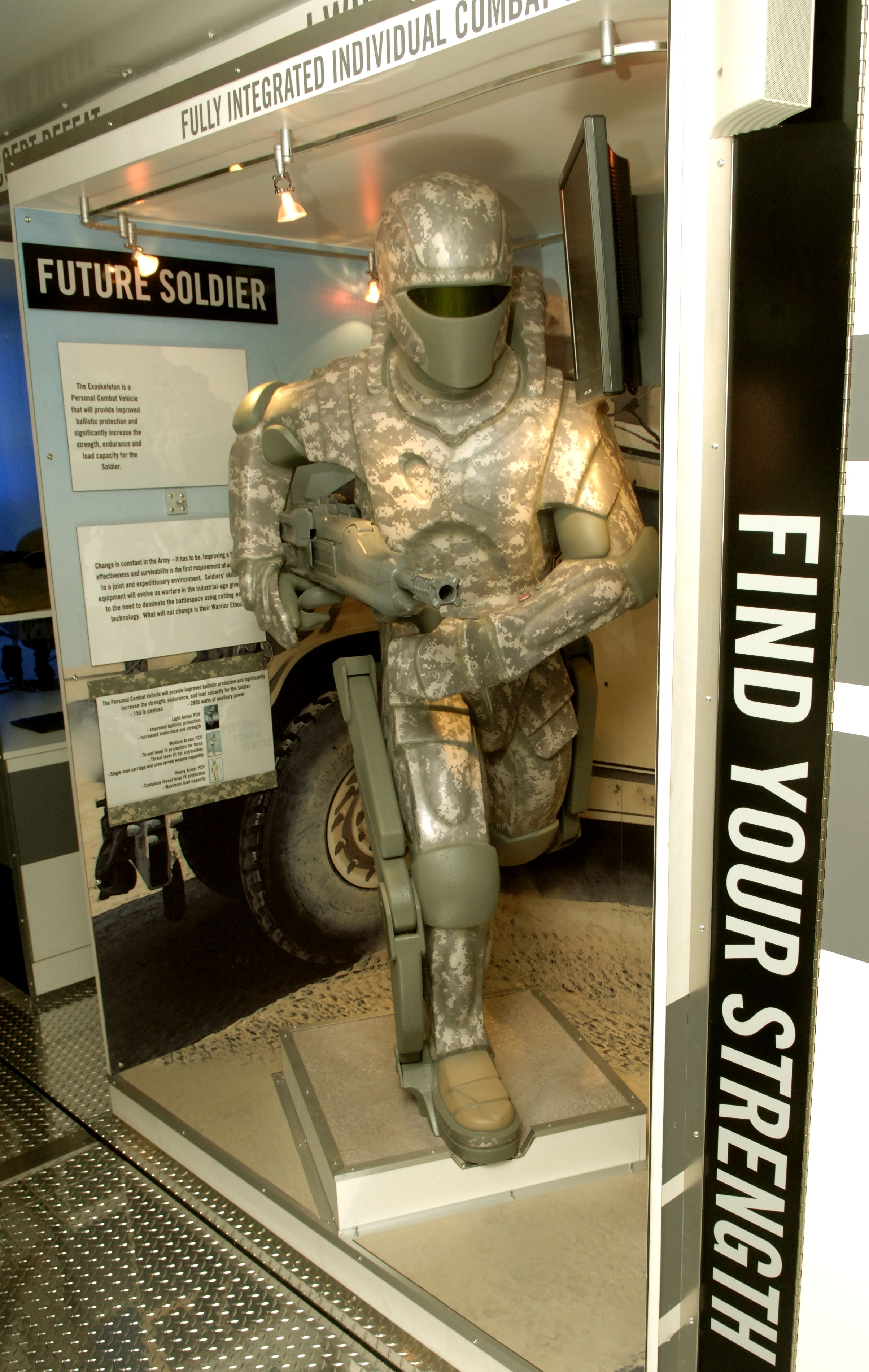
Prezentacja „Żołnierza przyszłości”

Sztuczny egzoszkielet lub pancerz wspomagany – mocowana na zewnątrz ciała powłoka, której celem jest wzmocnienie siły mięśni użytkownika. Egzoszkielet może wzmacniać wszystkie partie mięśni lub tylko niektóre (np. sztuczne ramię).
Poruszanie się w egzoszkielecie zależy od kilku czynników (właściwego dopasowania egzoszkieletu, odpowiedniego oprogramowania komputera sterującego, możliwości sterowania nim osoby z niego korzystającej). Za ruch urządzenia odpowiedzialny jest zazwyczaj system siłowników elektrycznych, pneumatycznych lub hydraulicznych mocowanych w jednolitej osłonie (kombinezonie). Aktywne egzoszkielety są zasilane przy pomocy różnego rodzaju silników lub energią z akumulatorów. Ruch jest nadzorowany zazwyczaj poprzez sterownik w postaci komputera.
Tematyka sztucznych egzoszkieletów jest poruszana w literaturze, filmach, czy grach fantastycznonaukowych, jak również jest tematem projektów badawczych prowadzonych w rzeczywistości. Pierwsze próby stworzenia egzoszkieletu sięgają lat 60. dwudziestego wieku, kiedy to firma General Electric prowadziła badania związane z projektem Hardiman. Jednakże próby te, podobnie jak inne zakończyły się niepowodzeniem (w projekcie Hardiman ukończono jedynie ramię). Za przyczynę podaje się brak możliwości technicznych niezbędnych do ich realizacji w owym czasie. Obecnie prace nad egzoszkieletem są znacznie bardziej zaawansowane, o czym może świadczyć np. projekt BLEEX lub HAL 5.

## Zastosowanie
Obecnie na świecie (głównie w Stany Zjednoczone i Japonii) trwają prace nad różnymi wersjami egzoszkieletów, jednak głównie z założeniem wykorzystania w celach wojskowych – dla poprawienia zdolności bojowych żołnierza na polu walki.
Egzoszkielety mogą mieć również zastosowanie dla celów cywilnych, np.
- w medycynie – jako pomoc dla osób nie mogących poruszać się o własnych siłach, jak również jako pomoc dla personelu medycznego zajmującego się opieką nad osobami z paraliżem (HAL5, ReWalk, Ekso)[6][7].
- w innych dziedzinach (np. ratownictwie, budownictwie) – jako urządzenia wspomagające przenoszenie ciężarów w miejscach, do których ciężki sprzęt nie ma dostępu, lub jego użycie jest niewskazane.

W 2016 egzoszkielet firmy SuitX, kosztujący 40 000 dolarów (ok. 160 tys. złotych) umożliwił chodzenie, osobie sparaliżowanej, do tej pory poruszającej się dzięki wózkowi inwalidzkiemu.

## Sterowanie
Sterowanie egzoszkieletem odbywać się może na 4 sposoby:
1. Sterowanie mechaniczne – osoba jest częściowo sprawna i ma możliwość kontrolowania egzoszkieletu manualnie np. rękami za pomocą joysticka[9].
2. Sterowanie głosem
3. Sterowanie czujnikami naskórnymi lub podskórnymi (implantami) – metoda polegająca na założeniu pacjentowi serii implantów, które wzmacniając impulsy nerwowe, odczytują na ich podstawie intencje ruchowe osoby, a następnie przekazują te „intencje” (wzmocnione impulsy) do komputera sterującego. W przypadku tej metody wymagana jest częściowa sprawność układu nerwowego[1][4].
4. Sterowanie egzoszkieletem mogłoby się odbywać bezpośrednio z użyciem sygnałów bioelektrycznych z ośrodkowego układu nerwowego – po podłączeniu do głowy użytkownika egzoszkieletu zestawu elektrod interfejsu mózg-komputer sygnały odzwierciedlające zamiar ruchu byłyby przekazywane do sterownika egzoszkieletu, który na tej podstawie uruchamiałby odpowiednie funkcje egzoszkieletu. Mogłoby to umożliwić wykorzystanie egzoszkieletu osobom po uszkodzeniach rdzenia kręgowego, ale z zachowanymi funkcjami kory ruchowej mózgu oraz funkcjami poznawczymi umożliwiającymi bezpieczne (dla nich i otoczenia) korzystanie z egzoszkieletu. Badania nad tym rozwiązaniem prowadzone są w ramach zakończonego projektu MINDWALKER i kolejnych[10].

## Egzoszkielet wspomagany w kulturze

### Literatura
- Pancerze wspomagane pojawiły się w cyklu Lensman autorstwa E.E. Smitha, którego pierwszy tom został wydany w 1934 roku – jest to przypuszczalnie pierwsze pojawienie się tego typu kombinezonów w fantastyce naukowej[potrzebny przypis].
- We wzmacniające siłę zbroje wyposażeni są żołnierze w Kawalerii kosmosu Roberta A. Heinleina z 1959.
- W powieściach z cyklu Honor Harrington oraz Starfire autorstwa Davida Webera (a także w innych utworach tego autora) pojawiają się pancerze wspomagane, które znajdują zastosowanie w celach militarnych. Są w nie wyposażone np. oddziały marines.
- W serii książek Marcina Przybyłka pt. Gamedec pojawiają się policyjne egzoszkielety (lekkie konstrukcje wspomagające), oraz zbroje (potężne i masywne zbroje z arsenałem broni służące do walki).

### Filmy
- W serii Gwiezdne wojny występują szturmowcy – żołnierze imperium wyposażeni właśnie w różne pancerze wspomagane. Lżejsze zbroje były wyposażone w klimatyzację i chroniły przed zimnem, a egzoszkielety bojowe miały grubszy pancerz i mieli zamontowane na nich cięższe uzbrojenie.
- Superbohater Iron Man (Tony Stark), pojawiający się w wielu filmach, w szczególności z Filmowego Uniwersum Marvela, zbudował wiele uzbrojonych pancerzy wspomaganych.

### Gry
- W serii gier Fallout występują pancerze wspomagane (ang. Power Armor), zasilane ogniwami jądrowymi.
- W grach osadzonych w uniwersum Warhammer 40,000 niektóre jednostki (np. Space Marines) posiadają egzoszkielety, które pełnią również funkcję pancerza. Istnieją tam również znacznie bardziej rozbudowane i masywniejsze wersje, zwane pancerzami terminatorskimi.
- W niemieckiej serii gier Crysis, główni bohaterowie oraz niektóre postacie drugorzędne są wyposażone w tego typu pancerz. W grze nazywa się on Nano Muscle Suit (ang. kombinezon z nano mięśni) lub po prostu Nanosuit i ma wiele zastosowań. Pomysł na nanomięśnie został zaczerpnięty z „Żołnierza Przyszłości” rozwijanego w ramach programu FCS[potrzebny przypis].
- W FPS-ie wyprodukowanym przez Techland pt. Chrome: SpecForce główni bohaterowie gry są wyposażeni w pancerz wspomagany.
- W grze STALKER egzoszkielet występuje jako kombinezon najlepiej chroniący przed ostrzałem z broni palnej i przeciwpancernej. Zwiększa też udźwig postaci, lecz odporność na anomalie i promieniowanie jest dużo niższa, niż w innych pancerzach dostępnych w późniejszej fazie gry.
- W serii gier Metal Gear Solid występujący jako egzoszkielet tajemniczego Cyber-Ninja. W pierwszej części Metal Gear Solid znany jako Grey Fox, w drugiej części jako Olga Gurlukovich i w czwartej części serii – jako Jack Raiden. Ponadto w MGS2 z egzoszkieletu korzysta Solidus Snake, który potrzebuje go do powstrzymywania przyspieszonego procesu starzenia się (w wieku 37 lat ma on już ciało 60-latka).
- W serii gier StarCraft rasa Terran (ludzi) powszechnie wykorzystuje różnego rodzaju pancerze wspomagane
- W grze Command & Conquer 3: Wojny o tyberium i w dodatku Gniew Kane’a, egzoszkielety wykorzystują po stronie GDI: Szturmowcy i Korsarze; oraz po stronie Bractwa: Czarne Ręce oraz Sabotażyści.
- W serii gier Half-Life występuje HEV (Hazardous Environment, pol. niebezpieczne środowisko) zapewniający dodatkową ochronę, monitorowanie stanu zdrowia i amunicji, a także wykrywanie promieniowania.
- W serii gier Halo, główny bohater (Master Chief) nosi na sobie pancerz wspomagany MJOLNIR, który wzmacnia jego możliwości fizyczne i chroni przed obrażeniami
- W serii gier Call of Duty (Advanced Warfare i Black Ops III) postać gracza nosi egzoszkielet umożliwiający mu skoki na wysokie odległości, oraz wspinanie się po ścianach i innych różnych obiektach. Możliwy jest również do wykorzystania w trybie gry wieloosobowej.

### Artykuły
- Artykuł The Rise of the Body Bots w czasopiśmie IEEE Spectrum. spectrum.ieee.org. [zarchiwizowane z tego adresu (2009-05-04)]. (ang.).
- Amerykański patent na egzoszkielet (ang.)
- Artykuł w Wired Magazine o Tetsujin (zawody w podnoszeniu ciężarów przy użyciu egzoszkieletów) (ang.)
- Artykuł o egzoszkielecie wspomagającym pracę pielęgniarek (ang.)
- Artykuł o drugiej generacji wojskowego egzoszkieletu XOS (pol.)

### Projekty naukowe
- Passive Exoskeletons For Assisting Limb Movement – Rahman, Tariq & others – Journal of Rehabilitation Research and Development, Volume 43, Number 5, August/September 2006, Pages 583–590
- Informacje o projekcie Exo Arm. brl.ee.washington.edu. [zarchiwizowane z tego adresu (2008-12-26)].
- SpringWalker Walking Aid (ang.)
- Informacje o projekcie WPAS (Wearable Power Assist Suit). we.kanagawa-it.ac.jp. [zarchiwizowane z tego adresu (2006-10-05)]. (ang.).